# میخائیل گریگونکو
میخائیل گریگونکو (روسی: Михаил Олегович Григоренко؛ زادهٔ ۱۶ مهٔ ۱۹۹۴) بازیکن هاکی روی یخ اهل روسیه است.
وی همچنین برندهٔ جوایزی همچون نشان دوستی شده‌است.